# Puccinia arachidis
Puccinia arachidis är en svampart som beskrevs av Speg. 1884. Puccinia arachidis ingår i släktet Puccinia och familjen Pucciniaceae.   Inga underarter finns listade i Catalogue of Life.

## Bildgalleri

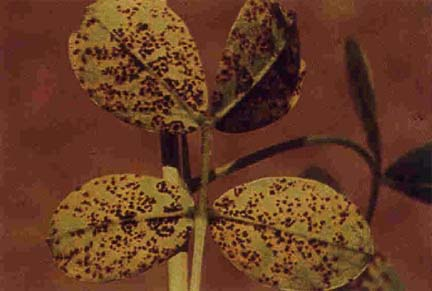